# Поломское сельское поселение (Фалёнский район)
Поломское сельское поселение  — упразднённое муниципальное образование в составе Фалёнского района Кировской области России.
Центр — село Полом.

## История
Поломское сельское поселение образовано 1 января 2006 года согласно Закону Кировской области от 07.12.2004 № 284-ЗО.
В январе 2020 года в соответствии с Законом Кировской области от 20.12.2019 № 331-ЗО Поломское сельское поселение было упразднено и объединено с другими муниципальными образованиями района в Фалёнский муниципальный округ.

## Население
| 2010 | 2012 | 2013 | 2014 | 2015 | 2016 | 2017 |
| ---- | ---- | ---- | ---- | ---- | ---- | ---- |
| 301  | ↘280 | ↘277 | ↘258 | ↘241 | ↘221 | ↘211 |
| 2018 | 2019 | 2020 |      |      |      |      |
| ↘192 | ↘177 | ↗178 |      |      |      |      |

## Состав поселения
| № | Населённый пункт | Тип населённого пункта       | Население |
| - | ---------------- | ---------------------------- | --------- |
| 1 | Полом            | село, административный центр | ↘220      |
| 2 | Баженово         | деревня                      | 81        |